# Brodhead (Wisconsin)
Brodhead è una città degli Stati Uniti d'America, situata in Wisconsin, nella Contea di Green e in parte nella Contea di Rock.